# Pueblo adja
Los Adja (también llamados Aja) son un grupo étnico originario del suroeste de Benín y el sureste de Togo, en las áreas de Aného y Atakpamé. Su lengua es el adja. La etnia adja comprende a los pueblos Ewe, Fon y Egun (Popo, Gun). Su origen, según la tradición, se encuentra en Ketu, una ciudad yoruba al sureste de Benín. El pueblo adja vivía de la agricultura y la pesca mientras que su clase dirigente manejó el comercio esclavista en la región.

## Origen
Según la tradición oral se identifican con una parte del pueblo yoruba que emigró desde Oyo (Nigeria) en el siglo XIII hacia el río Mono. Allí fundaron el reino de Tado y más tarde ocuparon Notse (Togo). Una rama de los adja siguió rumbo al sur en el siglo XVIII y de ella nació el pueblo ewe. Mientras que otra rama se dirigió al río Cuffo, donde se estableció y fundó el reino de Allada (Benín).

## Historia

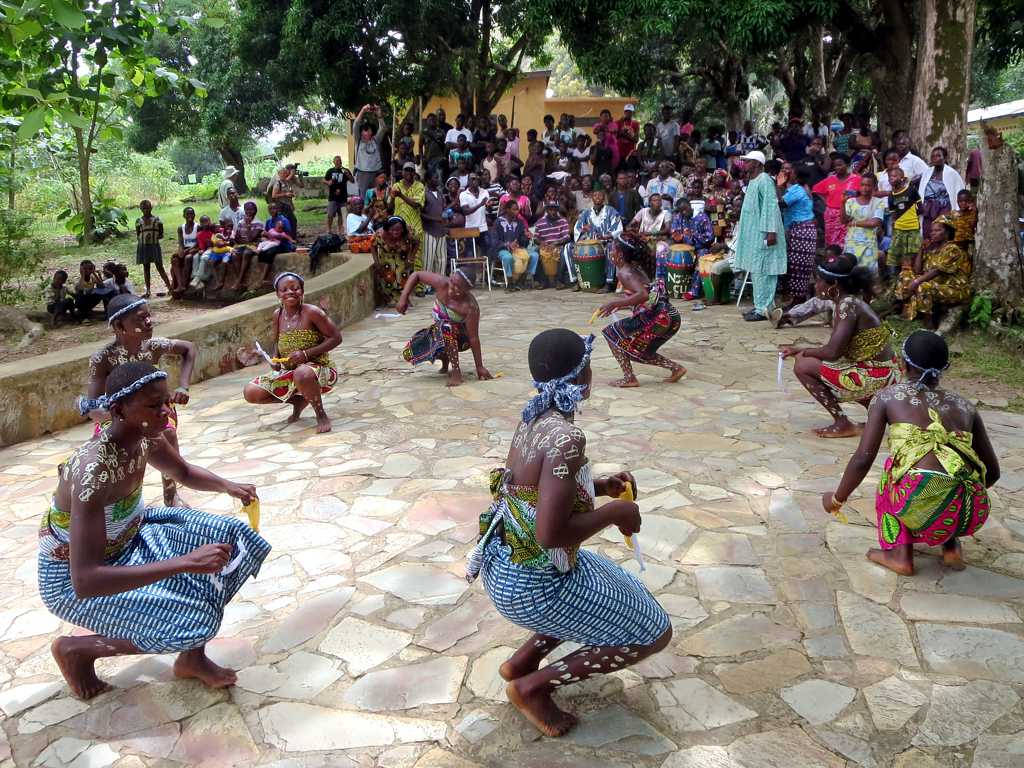
Danza del pueblo ewé

En el siglo XVI se desplazaron de la orilla izquierda a la derecha del río Mono, donde fundaron el reino de Tado. La rivalidad entre clanes y las luchas dinásticas por el trono dividieron a los pueblos y comunidades convirtiéndolos en rivales. Desde entonces comenzó una diáspora liderada por jefes clánicos que fueron dando origen a nuevos pueblos.

### Reino de Alada o Arda
Un grupo liderado por Adjahunto (frustrado candidato al trono de Tado) se dirigió al río Cuffo y fundó un nuevo reino llamado Allada o Alada. Este nuevo reino fue conocido por los navegantes europeos que lo tradujeron como Ardres, Ardra, Arda, etc. En él prosperó el tráfico de esclavos hasta que fueron sometidos por el reino de Abomey, fundado por un pueblo hermano, los fon.
El pueblo fon además de gobernar su reino de Abomey y dominar Allada, conquistó el reino de Uidah, que había sido fundado por los egun, otro de los pueblos originados y emigrados del reino de Tado.
En el siglo XVII, una división den el reino de Allada provocó la marcha del príncipe Agbanlin que con sus seguidores fundó el reino de Porto Novo. El sustento del nuevo reino, al igual que el de Allada estuvo en el tráfico esclavista.
En 1660 a pedido del rey Tojonu, llegaron misioneros capuchinos enviados por el monarca católico de España, Felipe IV. Los sacerdotes estuvieron un año en el reino, ante la negativa del monarca de convertirse al cristianismo. Entre los escritos aportados por los misioneros se relata que el rey habita en un lugar al que llamaban Zima que contaba con unos treinta mil vecinos.
En el siglo XIX el pueblo adja a través del rey Toffa (1874-1908) firmó un tratado de protección con Francia. Tras la muerte de Toffa no se mantuvo la dinastía monárquica. Los grupos pasaron a ser gobernados por jefes que llevaron el título de Grandes Señores.

## Etimología
Según Cortés López, el nombre completo del reino Tado es Ajaatado.  
- aja: nombre del pueblo
- ata: equivale a pierna
- do: plantar

Por lo que en su conjunto la palabra Ajaatado expresaría “lugar donde los Adja han plantado sus piernas”, es decir han asentado su comunidad.
El mismo autor interpreta el origen del topónimo Alada:
- atin: árbol
- ala: rama
- de: separar

La expresión en su conjunto atin alade: “el árbol separa sus ramas” dio origen a Alada. La expresión a su vez tiene origen en una leyenda tradicional del pueblo Ajda que sitúa en el territorio del reino la existencia de un árbol milagroso o de sanación.

## Cultura

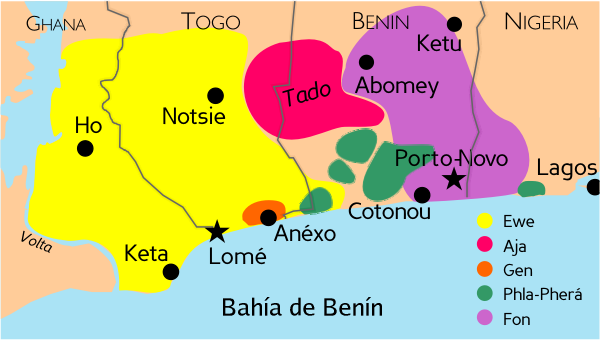
Distribución de la lengua Aja

Existe un parentesco entre las tradiciones adja y yoruba. Se manifiesta en semejanzas religiosas y lingüísitcas. Ambas etnias remontan sus orígenes a un ancestro común llamado Oduduwa y a la ciudad de Ifé.
Los trene son creaciones poéticas del pueblo adja dedicado los ancestros y utilizados en ceremonias fúnebres.

## Economía
En la actualidad son un pueblo agricultor, con plantaciones de coco y aceite de palma. La pesca complementa la actividad económica.